# Кім А Ран
Кім А Ран (кор. 김아랑) — південнокорейська ковзанярка, спеціалістка з бігу на короткій доріжці, дворазова олімпійська чемпіонка, триразова чемпіонка світу, дворазова чемпіонка Універсіади. 
Золоту олімпійську медаль та звання олімпійської чемпіонки Кім виборола на  Сочинській олімпіаді 2014 року в складі корейської команди в естафеті 3000 м, а на Пхьончханській олімпіаді 2018 року повторила цей успіх.
Більшість своїх перемог Кім здобула в естафетах.

## Олімпійські ігри
| Рік  | Місто                     | 500 метрів | 1000 метрів | 1500 метрів | Е | ЗЕ  |
| ---- | ------------------------- | ---------- | ----------- | ----------- | - | --- |
| 2014 | Сочі, Росія               | 10         | 10          | 13          | 1 | Н/Д |
| 2018 | Пхьончхан, Південна Корея | 19         | 5           | 4           | 1 | Н/Д |
| 2022 | Пекін, Китай              | —          | 22          |             | 2 | —   |

## Зовнішні посилання
- Досьє на сайті Міжнародного союзу ковзанярів [Архівовано 1 травня 2018 у Wayback Machine.]

## Виноски
1. ↑  Women's 3000 metre relay results. Архів оригіналу за 21 лютого 2018. Процитовано 30 квітня 2018.